# 德宏州博物馆
德宏州博物馆是中华人民共和国云南省德宏傣族景颇族自治州芒市的一家综合地志博物馆。2021年2月7日正式开放，馆舍位于金孔雀大街38号，建筑面积8,238平方米，展厅面积2,900平方米。截至2024年该馆共有藏品2,216件（套），其中珍贵文物78件（套），设有序厅、自然厅、历史厅、民族厅、辐射厅等展厅。